# Filipinas nos Jogos Olímpicos de Verão de 2012
Filipinas competiu nos Jogos Olímpicos de Verão de 2012, que aconteceram na cidade de Londres, no Reino Unido, de 27 de julho até 12 de agosto de 2012.

## Desempenho

### Halterofilismo
Feminino
| Atleta       | Evento | Arranque (kg) | Arremesso (kg) | Total (kg) | Posição |
| ------------ | ------ | ------------- | -------------- | ---------- | ------- |
| Hidilyn Diaz | -58kg  | 97,0          | DNF            | DNF        | DNF     |

### Natação
Feminino
| Atletas          | Evento      | Eliminatórias | Eliminatórias | Semifinal   | Semifinal   | Final       | Final       |
| Atletas          | Evento      | Tempo         | Posição       | Tempo       | Posição     | Tempo       | Posição     |
| ---------------- | ----------- | ------------- | ------------- | ----------- | ----------- | ----------- | ----------- |
| Jasmine Alkhaldi | 100 m livre | 57s13         | 34º           | Não avançou | Não avançou | Não avançou | Não avançou |

### Tiro
Masculino
| Atleta             | Evento                | Qualificação | Qualificação | Final       | Final       | Posição |
| Atleta             | Evento                | Placar       | Posição      | Placar      | Total       | Posição |
| ------------------ | --------------------- | ------------ | ------------ | ----------- | ----------- | ------- |
| Paul Brian Rosario | Pistola de ar de 10 m | 109          | 31º          | Não avançou | Não avançou | 31º     |
| Paul Brian Rosario | Skeet                 | 110          | 30º          | Não avançou | Não avançou | 30º     |

### Tiro com arco
| Atleta               | Prova                | Rodada de classificação | Rodada de classificação | Ronda dos 64                          | Ronda dos 32           | Ronda dos 16           | Quartos-finais         | Semifinais             | Final                  | Final       |
| Atleta               | Prova                | Placar                  | Pos.                    | Adversário e resultado                | Adversário e resultado | Adversário e resultado | Adversário e resultado | Adversário e resultado | Adversário e resultado | Pos.        |
| -------------------- | -------------------- | ----------------------- | ----------------------- | ------------------------------------- | ---------------------- | ---------------------- | ---------------------- | ---------------------- | ---------------------- | ----------- |
| Mark Javier          | Individual masculino | 649                     | 55º                     | USA B. Ellinson D 0-2, 0-2, 1-1, 0-2  | Não avançou            | Não avançou            | Não avançou            | Não avançou            | Não avançou            | Não avançou |
| Rachelle Anne Cabral | Individual feminino  | 627                     | 48º                     | RUS I. Stepanova D 0-2, 0-2, 1-1, 0-2 | Não avançou            | Não avançou            | Não avançou            | Não avançou            | Não avançou            | Não avançou |